# 緬甸佛教
缅甸佛教歷史悠久，以上座部佛教为主流，歷史上也流行过密教阿利僧派；缅甸是上座部佛教在东南亚的起源地，且是兩次近現代上座部佛教結集的舉辦地。據美國中央情報局的數據顯示，佛教信徒佔緬甸人口比例最高，約85%-90%，集中於緬族、孟族、若開族、撣族、克倫族、華裔、佐族族群中。緬甸還是僧侶在人口佔比極高和經濟在佛教領域開支佔比極高的國家，僧人在緬甸具有崇高的社會地位。
上座部佛教文化早已成為緬甸文化不可分割的一部分，甚至是其核心。同時，一些原始巫教的特征和印度教的內容也混入緬甸的佛教傳統，在偏遠地區流傳，如本土信仰的納崇拜、印度教的那伽龍崇拜等。

## 地域與人口
佛敎在緬甸各省以及孟邦、若開邦、撣邦、德昂自治區、德努自治區、勃歐自治區（實際由勃歐民族军控制）爲主體宗敎以及民族宗敎，同時過去也是克倫邦、克耶邦的主體宗敎，但不少克倫、克耶人在英國統治時期被同化爲新敎徒。克欽邦、欽邦、佤自治州（實際由佤邦控制）、那加自治區爲民族宗敎區域，但近代以降不少人被同化爲新敎徒，同時近年來有不少信仰佛敎的緬族移民。果敢自治區、佤自治州居民信仰程度較弱，綜攝明顯，難以劃分出特定的信仰。

### 統計數據
緬甸具有悠久的佛教傳統，佛教徒佔到總人口的九成，在1891年已有84%到90%的人口信仰佛教。根据1994年缅甸政府人口普查，缅甸约有89.28%信仰佛教。英国经济学人信息社编《各国情况报告：泰国/缅甸》（1992/1993年）统计，缅甸有佛教徒3500万人，约占缅甸总人口的87.2%，占缅族人口的95%，是佛教徒佔本国人口比例第三高的國家（第一是柬埔寨，第二是泰國）。

## 歷史

### 直通王國與骠国

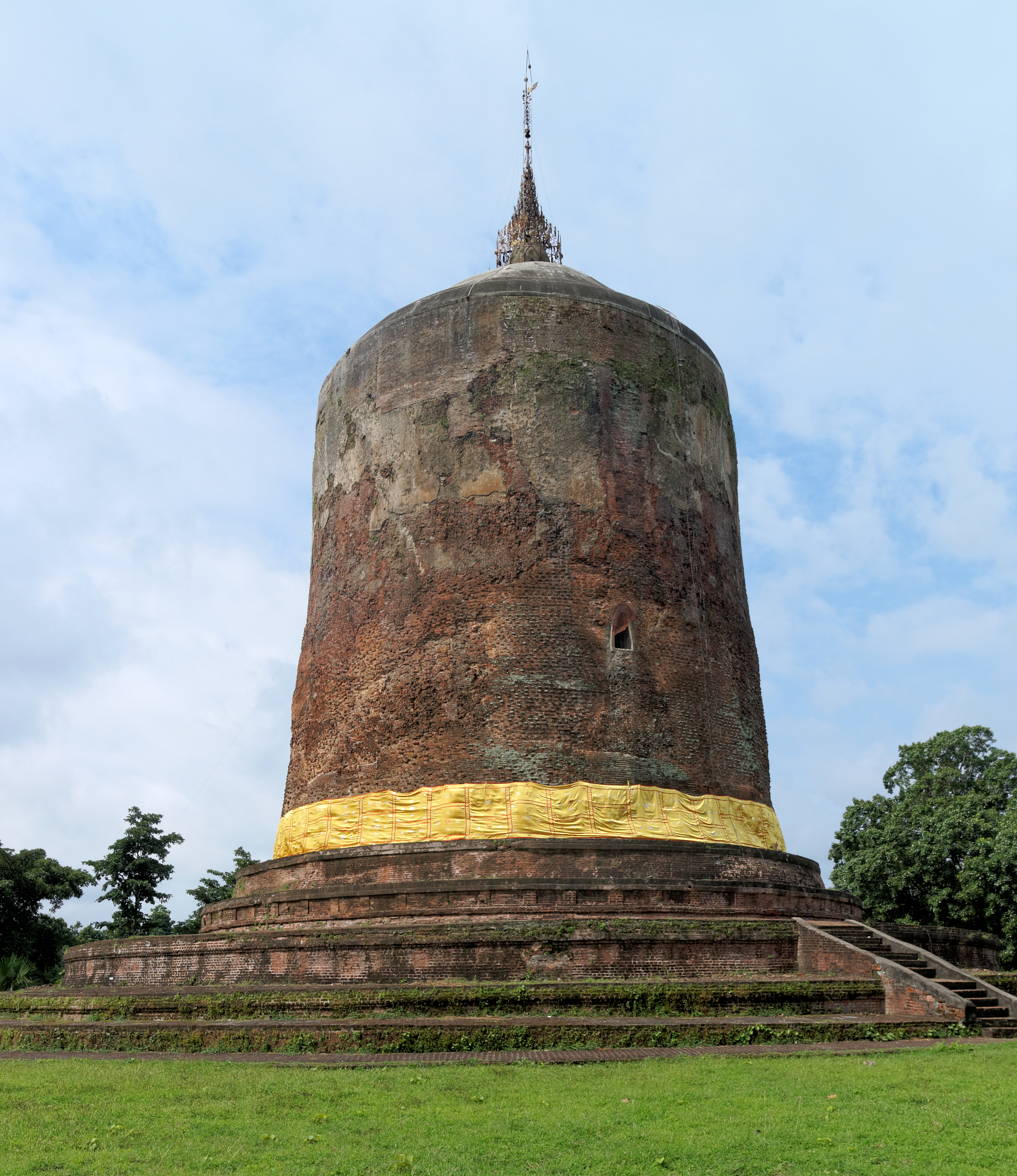
骠国室利差咀罗古城（今勃固省卑谬）的Bòbòc̱ì塔。

東南亞的古代史文獻匱乏，以緬甸爲最，佛教傳入緬甸的歷史因此尚無定論，但根據推測，佛教在缅甸的歷史可能已延續了超过两千年。敏東王朝著名國師般若薩彌在于1834年編寫的《教史》中就總結了緬甸佛教的發展歷史。根據《善见律毗婆沙》，以及斯里蘭卡編年史《島史》和《大史》等古文獻記載，阿育王在公元前228年左右派遣過兩位僧侶——须那（Sonaka，或苏那迦）和郁多羅（Uttara，或譯郁陀羅），到緬甸素萬那普地區弘揚佛法（义爲“金地”，一说爲缅甸直通，一说在泰国），此爲緬甸佛教可循的最早之跡。
公元年前後幾世紀，哀牢人沿湄公河南下，佔據了柬埔寨和老挝者即今日的高棉人，進入泰国和缅甸者即今天的孟人。孟人驅逐了土著占人成為緬甸的主體族群，約於前4世紀建立了以毛淡棉西北部的直通城爲中心的直通王國，長期與印度南部和斯里蘭卡通商，孟人很早就受到印度文化的影響，信仰婆羅門教和本土原始宗教。5世紀中葉，斯里蘭卡佛育長老將巴利三藏帶入直通，將上座部佛教傳入孟人地區，直通王國因此被認為是上座部佛教引入東南亞的發祥地。
后来上座部佛教又流传到室利差咀罗、今掸邦、若开邦等地。公元3世紀，青藏高原一帶的藏緬系族群緬人南下，其中的一支骠人在上緬甸伊洛瓦底江區域建立了骠国，定都卑谬。832年，骠国戰敗於南詔國，骠人和同源的其他緬人支系融合，下緬甸地區則受到孟人的統治。骠国人也信仰佛教，1906年考古学家曾对骠国故城室利差咀罗一带进行考古发掘，发现了大量的佛像和巴利文经典残片，证实了当地曾在5-9世纪盛行上座部佛教。当地佛教盛行的情况也出现在中国古籍中，包括《新唐书·骠国传》和义净《南海寄归内法传》。唐贞观年间，骠国使团入贡，还在长安表演了佛教舞乐。此外，在卑谬骠国故城中出土了梵文“诸法从缘起”的密宗偈语碑文。上缅甸地区也有大乘佛教传播的迹象，并出土青铜观音菩萨立像（p. 171）。

### 蒲甘王國

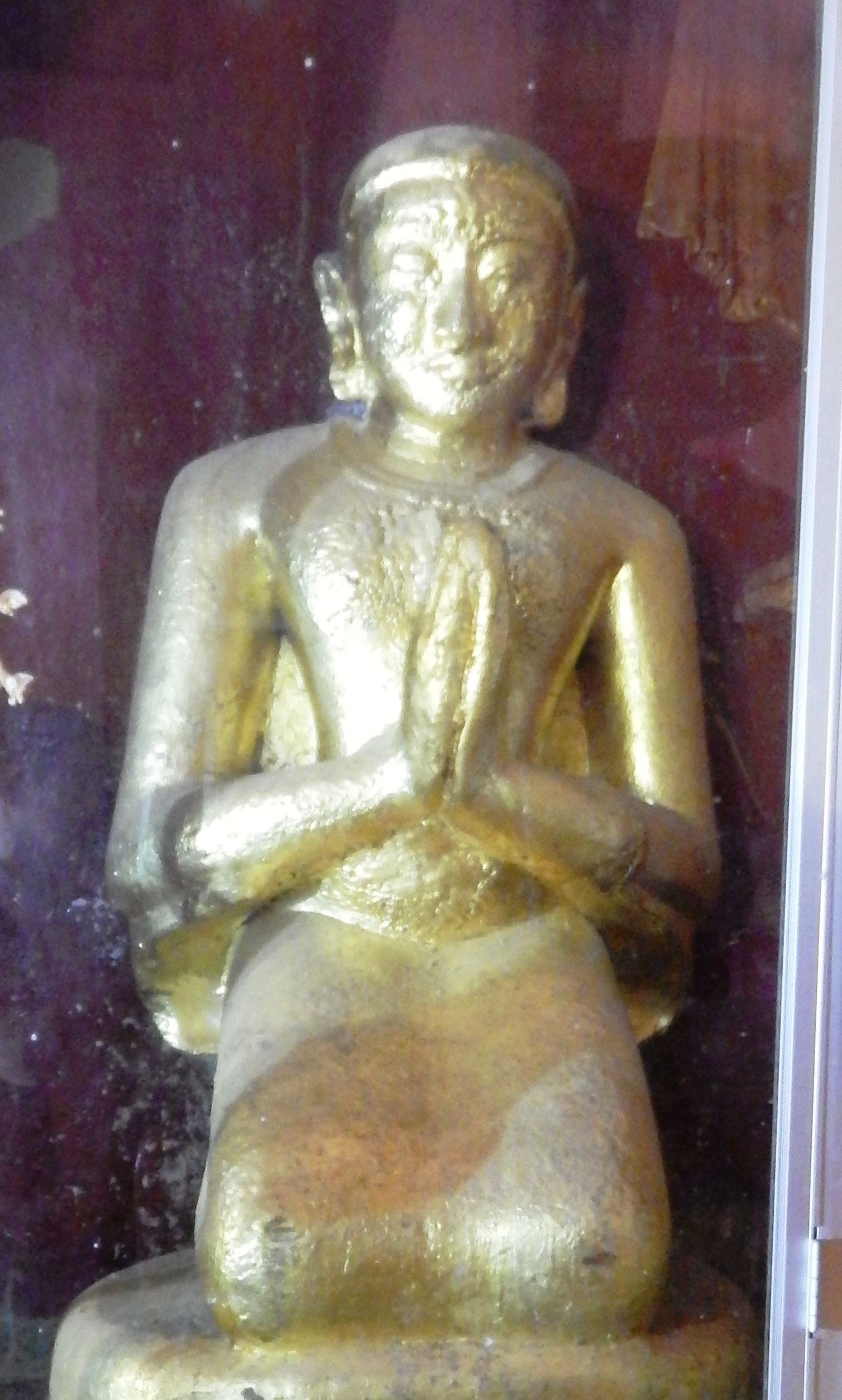
善阿罗汉是蒲甘王國的首任国师、缅甸改宗上座部佛教的关键人物

8世纪，上緬甸建立了蒲甘王國。同時期，密教传入蒲甘地区，它是佛教與婆羅門密教混合後的產物，傳入蒲甘後又與緬人的本土信仰相結合，成為阿利僧教，盛極一時；該教提倡饮酒食肉和放荡行为，教徒身着蓝色僧服，有森林派和聚落派两个派别。
10世紀初，國王阿奴律陀登基，逐步統一緬甸。他厭惡阿里僧教，決心實行宗教改革。同樣厭惡阿里僧教的直通僧人善阿羅漢來到蒲甘王國，受到阿奴律陀的器重。阿奴律陀封善阿羅漢爲緬甸國師，下令全國從密宗阿利僧教改信上座部佛教，并在全國建立了大量佛塔，以瑞喜宮佛塔最為著名。在善阿羅漢的建議下，阿奴律陀遣使到直通迎取巴利三藏和佛舍利，但遭到孟王摩奴诃的拒絕和羞辱，阿奴律陀一怒之下出兵吞併了直通王國。阿奴律陀令人将直通的三藏经典及注释用32头大象运回蒲甘，同时还包括500名僧侣与工匠。因為孟人城邦相繼被滅，大量的孟族佛教僧侶集中于蒲甘，使得緬甸的佛教与文化达到新的高度（pp. 265-266）。征服直通后，阿奴律陀派人与锡兰通好，并派遣僧团到锡兰迎奉完备的三藏经典（pp. 265-266）。
江喜陀即位後，又在全國建立了大量佛寺、佛塔，其中以阿难陀寺最為著名。1112年江喜陀去世后，其外孫阿隆悉都（或譯阿拿翁薛胡）登基，他也大力扶持佛教，1114年親自督建他冰瑜寺佛塔。与此同时，阿隆悉都亲自（p. 330）到大理國迎請佛牙舍利（但未能请到，仅取得与佛牙相连的碧玉佛像），并遣使到宋朝稱臣朝貢（p. 330）。缅甸佛教也开始受到漢傳佛教的影響，在11世纪建造的辛尼耶塔上，塑有中国式的弥勒佛和阿弥陀佛像。瑞喜宫塔的辅助建筑瑞陶辛塔，也具有中国塔式风格。
阿隆悉都在位期間，善般他求就任新國師。阿隆悉都駕崩後，般他求國師因与新任国王、阿隆悉都之子那羅都不和，于1167年到锡兰住了6年，之后返回缅甸，缅甸佛教开始较多受到锡兰大寺派影响（pp. 265-266）。其後的乌多罗尸婆（Uttarajiva）帶領车波多（Chapata）等弟子也于1180年到锡兰修學，孟人车波多于1190年回到緬甸，与他同返缅甸的还有四名高僧：婆利（Sīvali）、多摩陵陀（Tāmalinda）、阿难陀（Ānanda）、罗睺罗（Rāhula，後还俗），他们在蒲甘创建缅甸的大寺派。当时缅甸大量土地归为寺院，僧侣戒律松懈，那罗波帝悉都王对此多有不满。由于大寺派强调戒律，深受那罗波帝悉都赞赏和支持，并开始在缅甸境内大规模发展。缅甸佛教因此分成两派，车波多的锡兰派（后宗、后派、僧伽罗僧伽派）和前国师阿罗汉的缅甸派（前宗、前派、未罗姆摩僧伽派）
（pp. 265-266）。车波多的《阿毗达摩简释》和《行者明灯》是至今佛学界研究上座部佛教论藏的重要参考经论。车波多死后，其三个传人对戒礼和戒律，意见分歧，各成一派。于是后派又分为三派，其中以阿难陀和室维利派的影响为大。
蒲甘王朝歷代國王都扶持佛教，把大量的人力、财力、物力、大片的上地赠于寺庙。据不完全统计，在蒲甘王朝的200余年间，投献给寺院的土地达208,000派（36490英亩），劳动人口21,983，银119,101克拉（缅两）。都城蒲甘附近大、小寺塔达4000多座，其中许多寺塔如瑞喜宮佛塔、阿难陀寺、他冰瑜寺，规模宏大，结构严谨，前后历时几十年才建成。上座部佛教由于王室的支持和自己的经济基础，得以迅速发展。11世纪末，在蒲甘城就有僧侣4108人。然而末代国王那罗梯诃波帝好大喜功，比如用纯金打造了敏加拉大佛塔的地宫塔龛28尊佛像。这些工程导致国力大量耗损，造成社会动乱、王朝开始走向衰落（p. 544）。

### 勃固王朝和阿瓦王朝

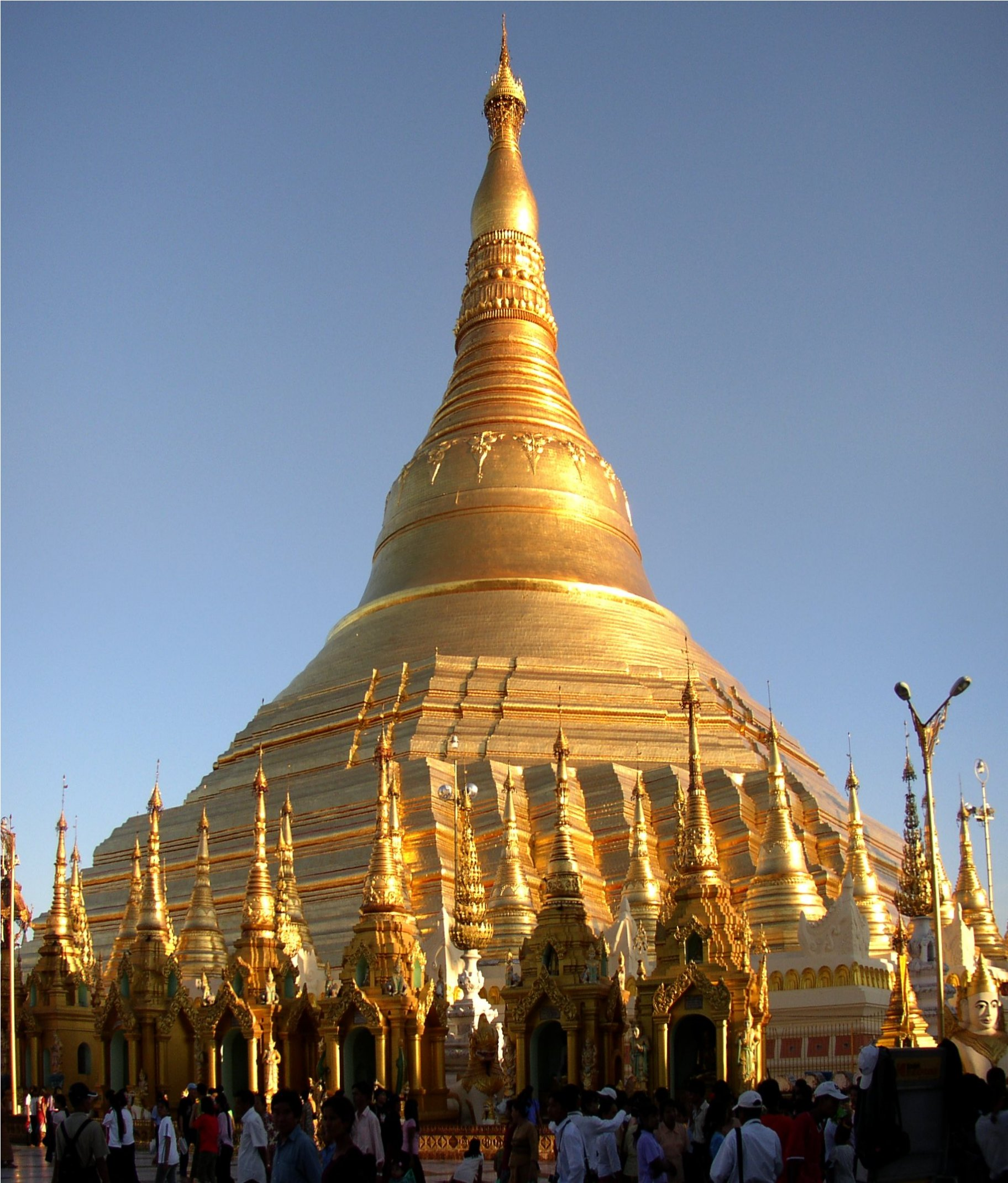
瑞光大金塔，即现在的仰光大金塔

12世紀末，元帝國蒙古軍隊南下征服緬甸，蒲甘王國於1287年告滅，緬甸局勢動蕩。在下緬甸，13世紀末，孟人在緬甸南部以勃固爲都建立起勃固王朝，并迅速整顿了蒲甘王朝末期僧团混乱的局面，重振上座部佛教。勃固王朝的工艺最为出众的是佛塔，塔基为八边形，而非蒲甘王朝常见的方形。钟形塔身变小，从塔基到塔尖的轮廓向内弯曲，形成特异的优美长弧。15世紀中期，勃固王朝信修浮女王在位時期大興佛教，是南方佛教的鼎盛時期，她曾向斯里蘭卡派遣僧團求法。信修浮將王位讓於女婿达摩悉提（Dhammazedi）後，自己專心從事佛教事業，增修瑞光大金塔，即現在的仰光大金塔。仰光大金塔也成为勃固王朝佛教建筑的典型代表。
达摩悉提原本是出家人，被信修浮选爲继承人後还俗，迎娶了信修浮的女儿。即位後，他继续推崇佛教，进行宗教改革。當時國內僧伽戒律渙散，派別之間爲了孰是正統身份的議題產生爭論。为了巩固王权，纯洁僧伽，达摩悉提於1475年派遣高僧22人（一说44人）前往斯里蘭卡大寺求法，這些僧人不愿与缅甸原有僧团和合在一起羯磨受戒，於是編好木筏，漂流在位于迦尼耶的迦尼耶河上受戒。他們回國後，仿照斯里蘭卡迦尼耶寺建立了勃固西郊的迦尼耶寺，成立了羅曼那派（孟人派、孟族派），以该寺爲活動中心。罗曼那派势力逐渐强大，一直传播到今日的泰国、柬埔寨和斯里兰卡。同时，眾僧在勃固郊外創建傳戒道場（Kalyani Sima），达摩悉提下令廢除柬埔寨傳承和斯里蘭卡傳承的宗派之別，通令全國僧伽來此戒堂一律按大寺派傳承重新受戒，遠近僧眾紛紛前來，共十萬人，其中選出長老八百、比丘一萬四千，重新受戒入僧團，其餘守戒不嚴者勒令還俗。此事被记录在了迦尼耶石刻上，珍藏于戒堂内，它是缅甸佛教史的最重要文献之一，并开创了缅甸国王改革佛教的先河。此外，达摩悉提還遣使（1472年）到印度求得菩提樹分枝來緬栽種，并求得佛寺的图样，以供勃古建筑仿造。
在上緬甸，蒲甘王朝崩潰後，緬甸西部出現敏象王國，由三兄弟當政，其中之一的梯诃都後來在北部獨自成立了彬牙王國，國都彬牙城成為北方佛教中心。14世紀中期，緬化的掸族在北部統一敏象王國、彬牙王国和实皆王國建立起阿瓦王朝，定都曼德勒和邦芽附近的阿瓦（故至今華裔仍稱曼德勒爲瓦城），與勃固王朝形成了南北對峙的局勢，阿瓦城繼承邦芽（即彬牙）成為北方佛教中心。1429年，锡兰僧侣室利萨达磨楞伽罗（Siri saddhamma lankara，义爲正法）和信哈罗摩诃萨弥（Sihala mahasami，义爲僧伽罗大贤）带着五颗佛舍利到缅甸，遭到勃固冷遇。阿瓦国王孟養他忉闻讯后差遣使迎其来阿瓦弘法，上座部佛教开始在缅甸北方发展（p. 148）。1540年，缅甸阿瓦国王多汉法（或譯思洪發）感到佛教力量發展过快，危及到王权统治。他以各地佛塔与佛法无关，命令各地拆毁佛塔，遭到各方强烈反对。此事触怒多汉法，他设局在阿瓦邻近的刀巴奴（Taungbalu）举办斋僧大会，约请阿瓦、实皆、邦牙等地的3000名比丘赴会。在僧侣们用斋之际，埋伏在四周的戎行开始屠杀，360位比丘死亡、其他比丘逃脱。之后多汉法命令毁佛塔、烧经文。佛教在阿瓦势力受到重创（p. 288），这也是缅甸历史上唯一一次的灭佛事件。

### 东吁王朝
东吁位於緬甸中部，因戰略意義不大，在歷次戰亂中都成為緬人的避難處。蒲甘王朝崩潰後，緬人在此匯集，勢力漸大。緬人首領明吉瑜宣佈脫離阿瓦王朝，自立為王。1531年，其子德彬瑞蒂（莽瑞體）正式以東吁爲中心成立了東吁王朝，與勃固國、阿瓦國結盟抵抗阿臘干（若開王國）勢力。1535年—1539年，德彬瑞蒂吞併勃固國，1550年德彬瑞蒂被刺身亡，勃印曩（莽應龍）繼位後於1555年攻下阿瓦國，1559年統一緬甸。勃印曩被緬甸民眾視為“英雄大帝”，他實行多項改革，擴大緬甸版圖，在位三十年，修塔建寺，供养僧众，使缅甸上座部佛教兴旺发达（pp. 548-550）。

### 雍籍牙王朝

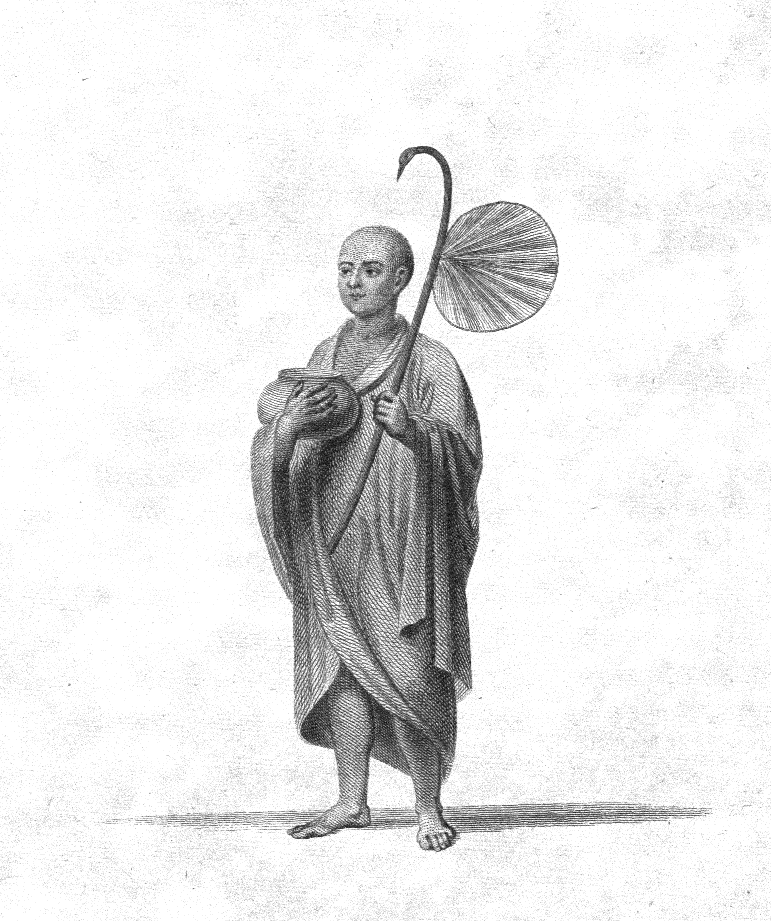
1795年的比丘像

東吁王朝因長期遠征暹羅（泰國），耗盡國力。16世紀末，國內孟人叛亂，最終於1752年滅亡了東吁王朝。1753年6月，缅人首领壅籍牙（阿朗帕亞）在帶兵反攻孟人成功後，在阿瓦建立了贡榜王朝（雍籍牙王朝），重新統一緬甸。
壅籍牙王篤信佛教，每日都延僧入宮受供，每月四齋日還與大臣受持五戒。孟驳王（辛標信）繼位後，亦奉持佛教，不僅想做“轉輪聖王”，還想做“諸佛之王”，他令國內處死14名異教徒，威懾異教徒令其改信佛教。
1782年，孟雲（波道帕耶）王即位，他東征西戰，將緬甸的版圖大爲延伸，西至印度阿薩姆、曼尼坡，東至今日的緬泰邊境地區，成為當時的東南亞幅員最為遼闊之帝國，對東南亞的歷史產生了深遠影響。孟雲王與斯里蘭卡重歸於好，允許僧侶往來交流，1802年和1812年，斯里蘭卡派遣的僧侶使節來緬弘法，使得雍籍牙王朝的上座部佛教更加興盛。孟雲王在位期間，國內統合出現了如今緬甸三大派之一的善法派（其他兩派是瑞琴派、大门派）。
1853年敏東王（曼同）即位，他繼續推崇佛教，遷都曼德勒。當時，英國軍隊於1824年侵緬，下緬甸部分地區被攻佔後，基督教在當地開始傳播，對佛教的生存造成了壓力，緬甸面臨著內憂外患。為了解決宗教問題，敏東王於1871年主持舉辦了上座部佛教第五次結集。本次集結召集了2400位高僧，用五个月時間考订校对巴利三藏中以律藏爲中心的經典原文的同异，集結校訂後的三藏經典，沒有書寫爲貝葉經，而是花了7年半的時間，镌刻在729块方形大理石上，并竖立於曼德勒山麓固都陶佛塔（Kuthodaw，或譯拘他陀塔寺、鸩婆陶浮屠）中。這次集結的成果被翻譯爲緬文，傳播至全國上下。

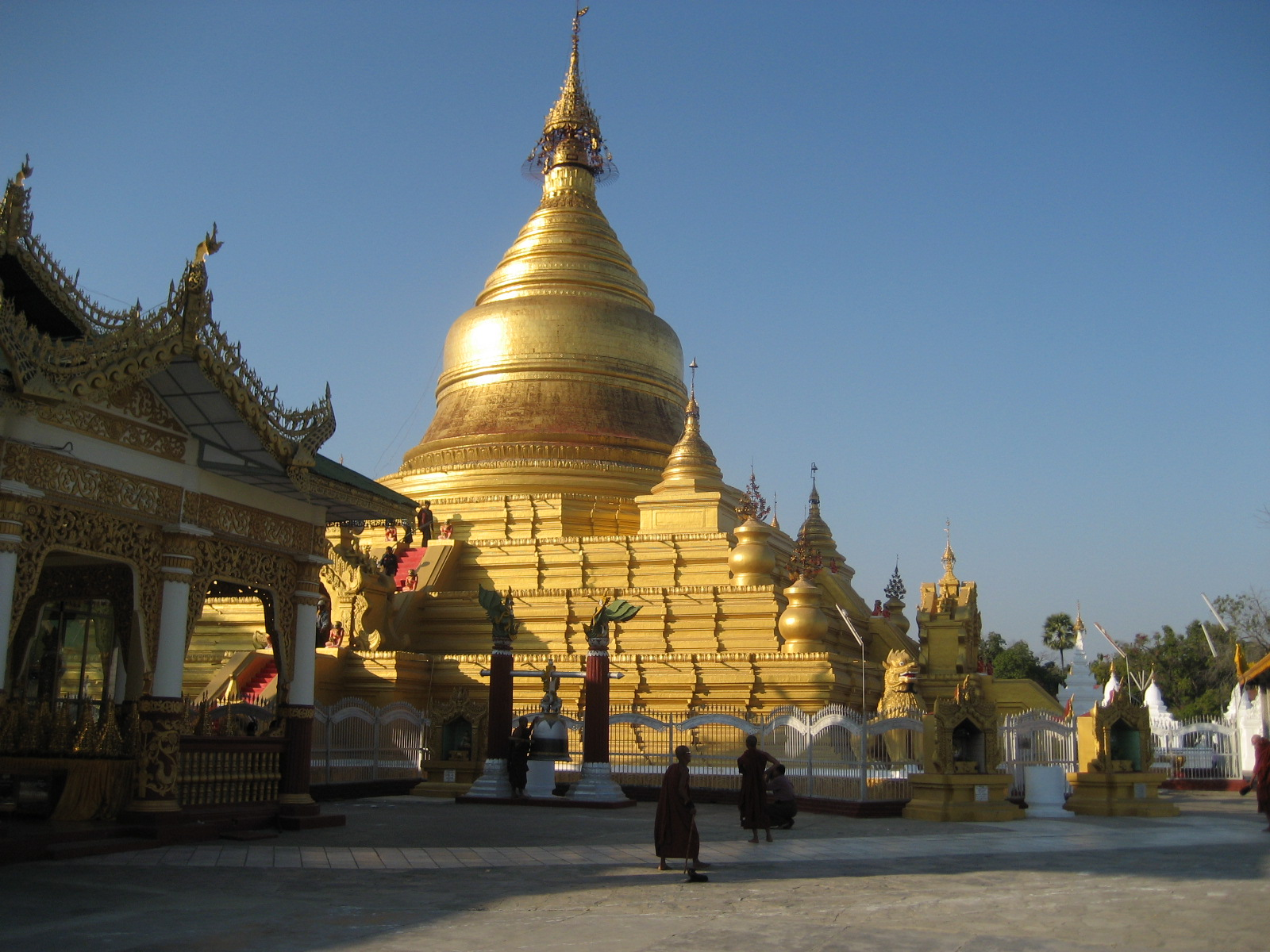
位於曼德勒的固蘇陶塔寺，建於敏东王時期。

### 英国殖民统治时期
1824年，英国开始进袭缅甸，至1885年第三次侵缅，攻佔了都城曼德勒。1886年，全緬淪陷，被英國殖民當局劃分爲英屬印度的一個省。為了建立殖民统治的法律和秩序，英國殖民當局著力打擊緬甸的宗教和文化傳統。他們廢除了對僧侶的優待政策，轉而在全緬興揚基督教；千方百計分化僧侶階層，剝奪僧侶的司法權、教育權；並且侮辱性地穿鞋入寺（上座部佛教的傳統是脫鞋入寺以表尊敬），甚至毀壞塔寺。
英殖民當局的統治造成與佛教僧侶的嚴重對立，更引起緬甸民眾高昂的反抗情緒。基督教沒能順利傳播，只在如今的库基族（钦族）、克钦族（景頗族）和克伦族地區佔優勢。緬甸知識分子尋求利用西方自由、平等的觀念，以佛教爲缅甸民族主义的一面旗幟，宣揚與英國人同等的權利。1897年，曼德勒佛教復興會成立；1906年，首個全國性的佛教青年會在仰光成立，爲促進民族語言、民族宗教精神和教育權利而不懈鬥爭。1908年，佛教青年會創辦了《緬甸佛教徒》報社；1909年出版英文週刊《緬甸人》，以及緬文、英文、巴利文三語月刊《巴利人》；1911年7月，會員吴巴佩（U Ba Pe）創辦了全國首張緬文報紙《太陽報》，提出緬甸諸民族在社會、經濟方面的權利主張。1920年，佛教青年會改名為緬甸人民團體總會，以保護民族權利、反對殖民壓迫爲宗旨，成為以佛教爲旗幟的政治性愛國組織。
1942年，日軍侵緬。經過數年抗爭，緬甸人民成功驅逐日本侵略者和英殖民者，於1948年正式獨立爲緬甸聯邦共和國。在緬甸人民反抗英國殖民壓迫、維繫民族情感、繼承文化傳統和意識形態方面，上座部佛教都起到了十分重要的、不可替代的作用。

### 缅甸独立
緬甸獨立後，政府和軍方都大力支持上座部佛教，於1947版宪法中就已經有了“國家承認佛教作為大多數聯邦國民之信仰”的表述。緬甸聯邦政府成立了宗教事務部，管理全國佛教事務。1950年，议会通过《佛教组织法》、《巴利语大学与达摩师法》、《巴利语教育法》等法令，還從斯里蘭卡請來佛牙舍利供民眾瞻仰膜拜。1951年8月26日，全国性佛教在家居士组织佛教评议会（Aṭṭhakathā Sangāyanā）成立於仰光，国内出现了前所未有的弘教熱潮。1952年，政府組織在仰光修建了世界和平塔，在佛塔旁還仿照第一次集結時的七叶窟修建了大石窟（Mahā Pasāṇa Guhā），以及修建了亚巴拉高耶那大寺，这一处佛教建筑群成为现代缅甸佛教的中心、总道场。
1954年5月17日衛塞節，總理吴努主持在仰光世界和平塔召集2500位僧人，舉办了第六次結集，目的在於团结佛教徒，增进上座部佛教之隆盛，提高缅甸独立国之地位。此次结集以第五次结集所镌刻之729块大理石刻文为依据，并廣採斯里蘭卡、泰国、高棉、伦敦巴利圣典协会之文本，以及缅甸各种巴利文版本，作详细考订，产生了目前最完善的巴利文大藏经版本。此次结集邀请南传佛教各国比丘参加，中國僧侶在內的北传国家比丘亦受邀參觀，费时二年多，至1956年之卫塞节完成。结集大会还决定成立世界佛教大学，地址就设在世界和平塔旁的亚巴拉高耶那大寺。
1954年末，世界佛教徒聯誼會第三届大会在仰光举行，这是缅甸首次举办国际性的佛教大会。1958年，世佛联办公总部迁往缅甸。1961年8月，緬甸通過《第三次憲法修正案》，定佛教爲國教，並給予基督教、伊斯蘭教一定的政治權利，於10月正式執行。這引起各個宗教的普遍不滿，發生了宗教之間的流血衝突事件。

### 軍政府时期及政治改革至今
1962年3月，吳奈溫通過軍事政變上台執政，成立聯邦革命委員會，強調僧侶脫離政治，採取措施限制僧侶對政治的干預，加強對佛寺、僧伽團體的管控，并宣佈嘗試“緬甸社會主義道路”，取消佛教的國教地位。幾年後，廢除了吴努下達的幾個促進佛教發展的法令，緬甸聯邦佛教會改名為“緬甸聯邦革命政府佛教整理委員會”，緬甸佛教活動陷入低潮，對外交流活動基本停止，僧侶出境參學也受到限制。1974年，緬甸改名爲缅甸联邦社会主义共和国，名義上權利移交議會，民眾普遍抗議，當年發生了“抗議風波”，1977年發生學生抗議運動。奈溫的專制統治越發荒唐，胡作非為，亂搞經濟，將原本富饒的緬甸折騰到被聯合國經濟和社會理事會於1987年12月宣佈爲“世界最不發達國家”之一。1988年，全緬爆發了聲勢浩大的抗議遊行示威，并最終於8月8日釀成了8888民主運動，一時間緬甸局勢動蕩不安，軍政府出兵鎮壓，有許多平民、僧侶、兒童在這次鎮壓中遇害。直到9月軍政府重新接管政權，國名复称“緬甸聯邦共和國”。
隨後的国家和平与发展委员会對佛教和僧侶的態度稍有緩和，但壓迫宗教界的事件並非絕跡，佛教界也更加积极地参与到政治民主化改革进程中来。2007年，發生反軍政府示威事件，數千名僧侶參與到示威隊伍。2010年，被軟禁的昂山素季——昂山国父之女，獲得釋放，不久後上台执政，緬甸進入相對緩和的政治改革時期。緬甸自從建國就伴隨著佛教的浸潤，傳統文化中早已離不開佛教文化，故佛教對緬甸政治、社會、文化、教育等領域的影響還將繼續下去。
1980年5月，缅甸爲统一国内九大僧派，举行僧伽和合大会，会後设立了国家僧伽组织「全國僧伽大長老委員會」，全国僧伽民主选举出僧王，即僧委会领袖。僧委会内部还常设僧伽法庭，由精于律藏且在全国有声望的上座比丘担任成员，负责仲裁僧侣的纠纷事务，尤其是戒律方面的争执。
1996年，成立國立僧伽大學（國立聖典教說大學），位於仰光。1998年，成立國立国际上座部佛教弘法大学，坐落於仰光玛仰公镇区。

## 特点

### 修行
緬甸佛教徒非常重視功德的積累和內觀的修行，踐行五戒是最常見的積累功德的法門，僧侶則以內觀的禪修法門最為普遍。緬甸佛教受到本土信仰的影響，同時存在著納崇拜、那伽龍崇拜和巫術崇拜，一些人會尋求巫術、唸咒等途經，并和彌勒佛信仰相聯繫。

### 节日
佛教文化早已成為緬甸文化不可分割的一部分，缅甸许多节日都和佛教有关。例如同时作为泼水节而被人熟知的缅曆新年；东南亚的传统节日卫塞节，是佛教徒的聖日，1954年，在缅甸仰光召开的世界佛教徒联谊会第三次大会上规定，设为世界佛陀日，这一天也是緬甸的國定假日。

### 寺院教育
緬甸佛教寺院分爲修學型的僧院，和朝拜型的塔寺。僧院與學校人們均稱之爲“奘”（羅馬化：kyaung:，Okell拼音：caùñ），也可按漢語習慣翻譯爲“庠”；普通佛寺僧院也全稱“彭几奘”（Okell拼音：hpoùñc̱ì caùñ；语委转写：bhun:kri:kyaung:），義爲僧庠；塔寺稱“hpăyà”（若開語稱爲“hpărà”），源於印度古語借詞。
在緬語中，寺院還有從巴利語毗訶羅（vihāra）一词輸入的（wihara）。
和其他敬重佛教的東南亞國家一樣，緬甸兒童在6、7歲時會送到寺裡出家，進行免费的啟蒙教育，學習本國的文化知識和佛教知識，尤其是穷人家的孩子，因不能负担学费，会优先选择送到僧院上学，在20世纪90年代经济危机加剧後这一现象更加明显。他们在数年後可以選擇還俗，也可以選擇留下受比丘戒成为正式僧侣，繼續修習佛教事業。因此，緬甸僧院除了作為宗教道場和僧侶的修學場所，同時也是兒童的啟蒙學校、平民的聚會場所。這個傳統影響了周邊的上座部佛教地區，如中國雲南西部的奘房、緬寺，就是繼承自緬甸的僧院傳統。
此外，原孟艮府的傣痕、傣仂、傣沅（Tai Yuan）地區有從“圍（起來的道）場”（羅馬化：vāṭa）演變來的窪寺，對應老傣仂文“ᩅᨯ᩠ᨰ waD+Dha”或“ᩅᨯ᩠ᨵ waD+dha”、新傣仂文“ᦞᧆ”，對應傣耶語稱（wâ̰t）。華人地區還有漢族寺廟。

### 佛教组织
1950年，缅甸设立宗教事務部，现缅甸佛教置于其管理之下。
1951年8月成立的佛教评议会負責管理全國佛教在家居士事務。
1980年5月，缅甸爲统一国内九大僧派，举行僧伽和合大会，会後设立了国家僧伽组织「全國僧伽大長老委員會」，簡稱“僧伽委員會”，全国僧伽民主选举出僧王，即僧委会领袖。僧委会内部还常设僧伽法庭，由精于律藏且在全国有声望的上座比丘担任成员，负责仲裁僧侣的纠纷事务，尤其是戒律方面的争执。
緬甸在國際佛教旗的基礎上修改製成本國的佛教旗幟，第五種顏色代之以粉紅色。
- 缅甸佛教旗

### 緬甸佛教的頭銜
- 西亞多，緬甸佛教頭銜，義爲王室教導師，最早來自於擔任緬甸王室佛教導師僧侶，如今已普遍應用，資深長老、主持，都能獲得此榮稱。
- 三藏持者，緬甸佛教頭銜，通过官方考试，能背诵所有南传巴利三藏者，即获颁「持三藏」头衔；如在背出外更能默写者，则获颁「精通三藏法師」头衔。著名三藏持者法師有明昆三藏持者長老——明昆·西亚多（英语：Mingun Sayadaw）（Mìñḵùñ Hsăyaṯo Ù Wíseiʔṯá Thara Bíwuñthá）。
- 上首大班智達（英语：Agga Maha Pandita），緬甸上座部佛教頭銜

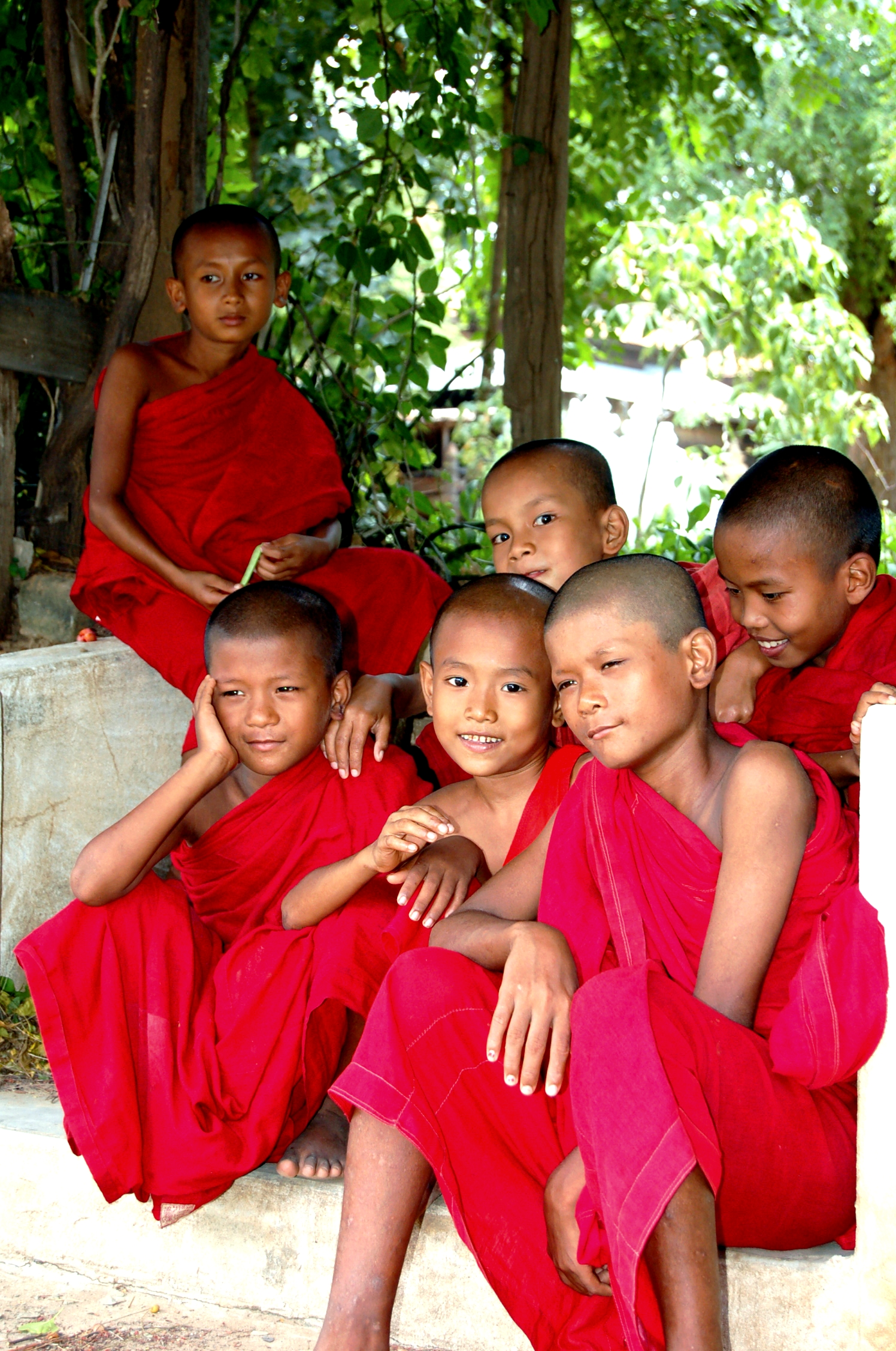
緬甸沙彌
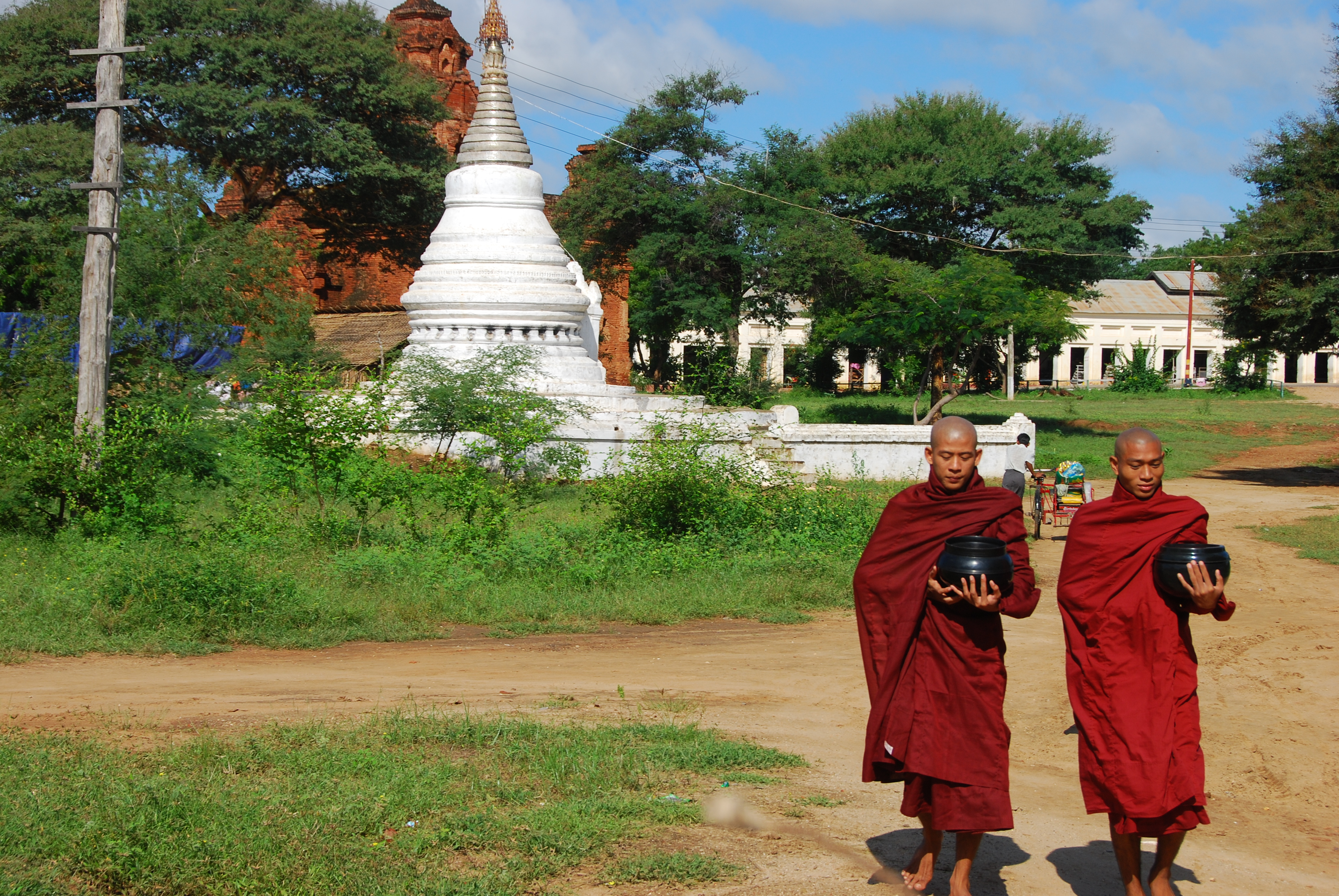
緬甸比丘
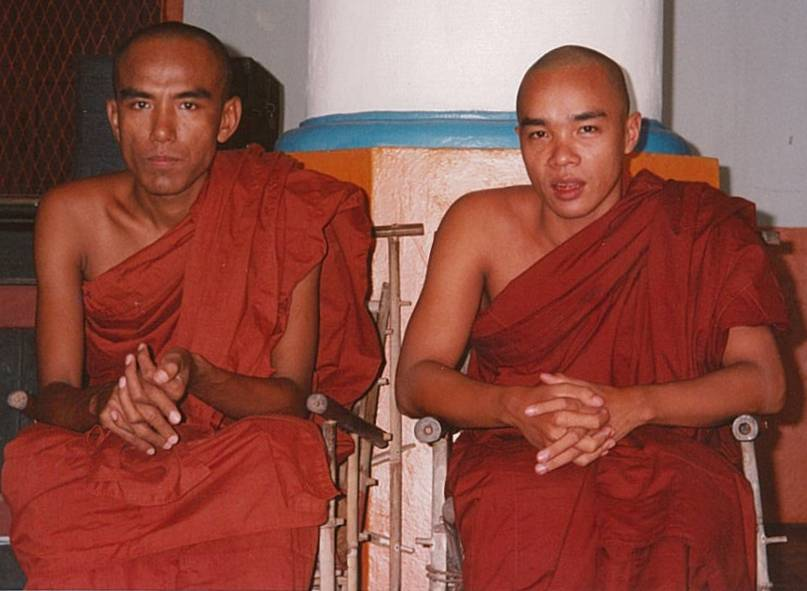
緬甸比丘
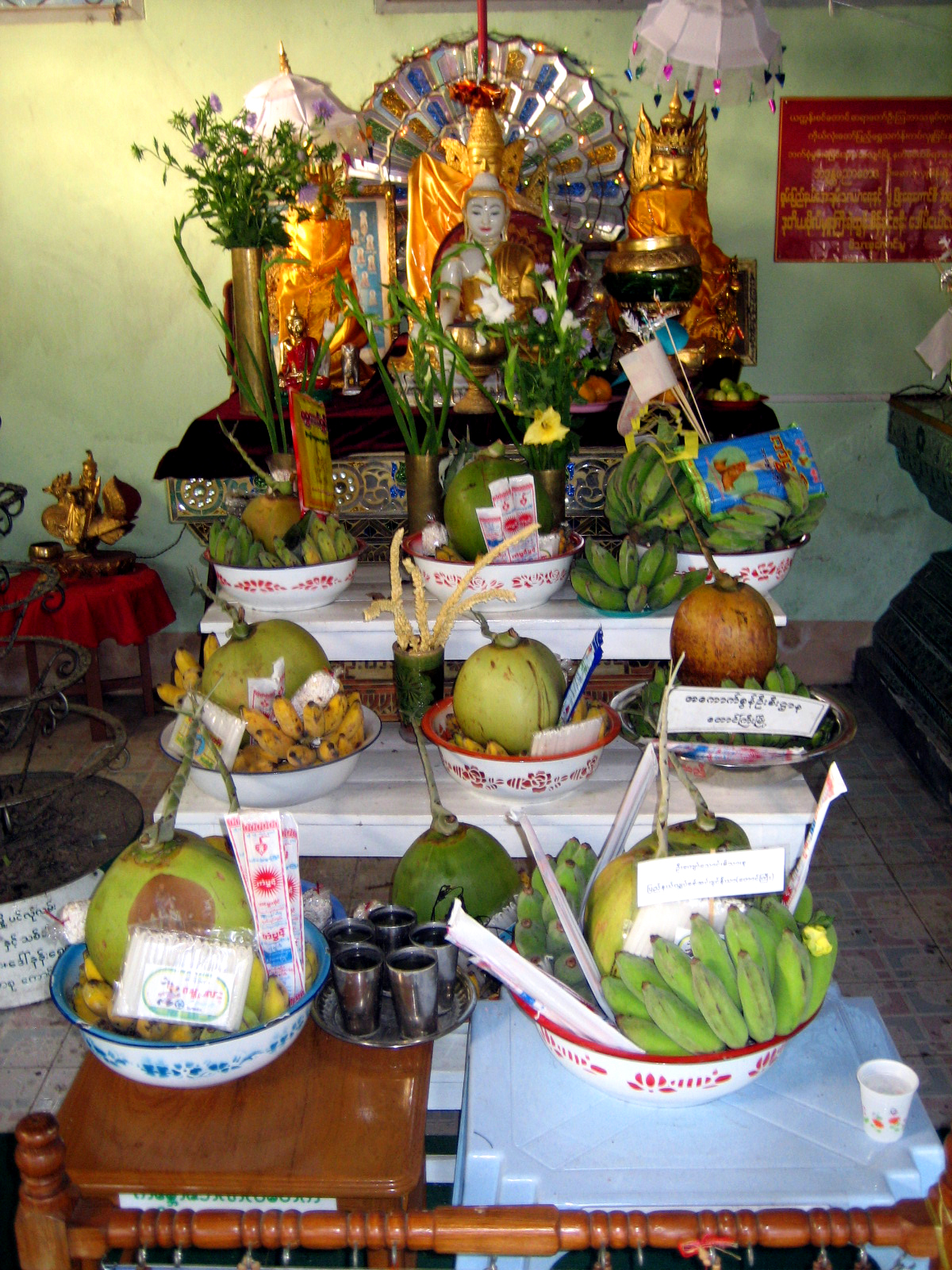
緬甸撣邦東枝的寺院佛像
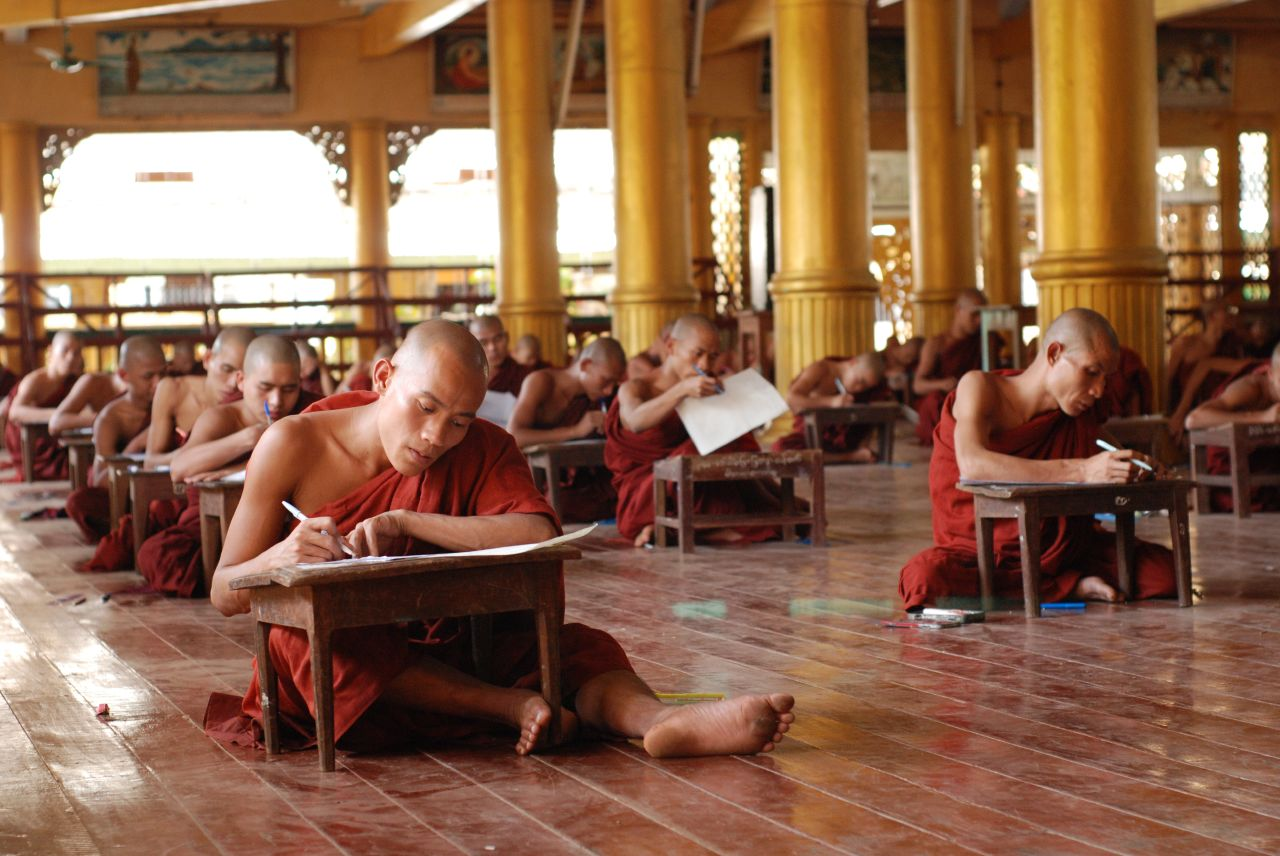
2008年緬甸僧人正在進行寺院考試
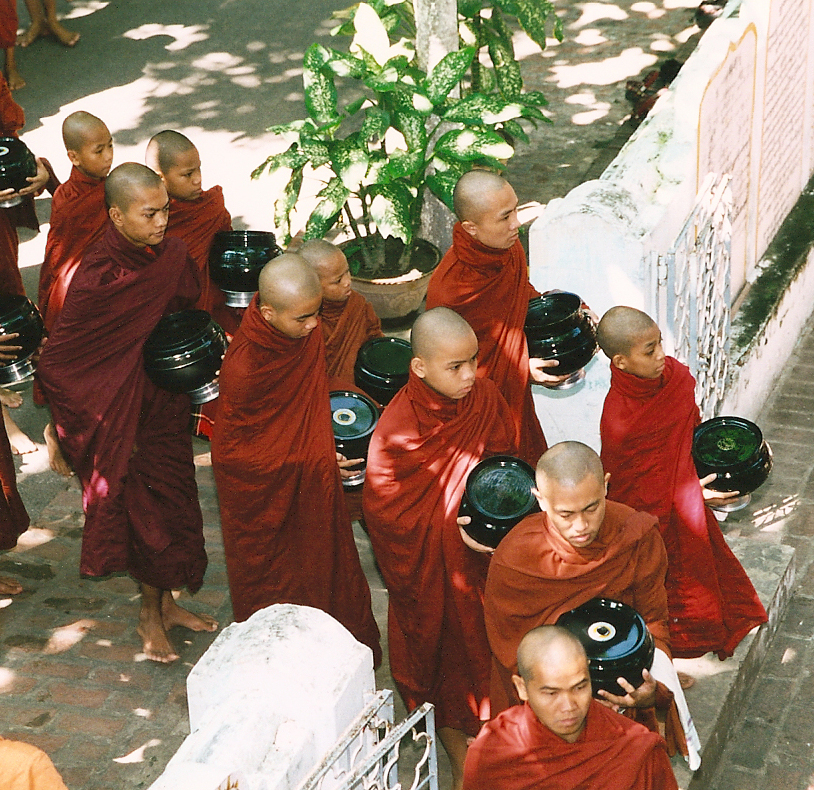
曼德勒阿玛拉普拉的寺院僧侶托缽出行
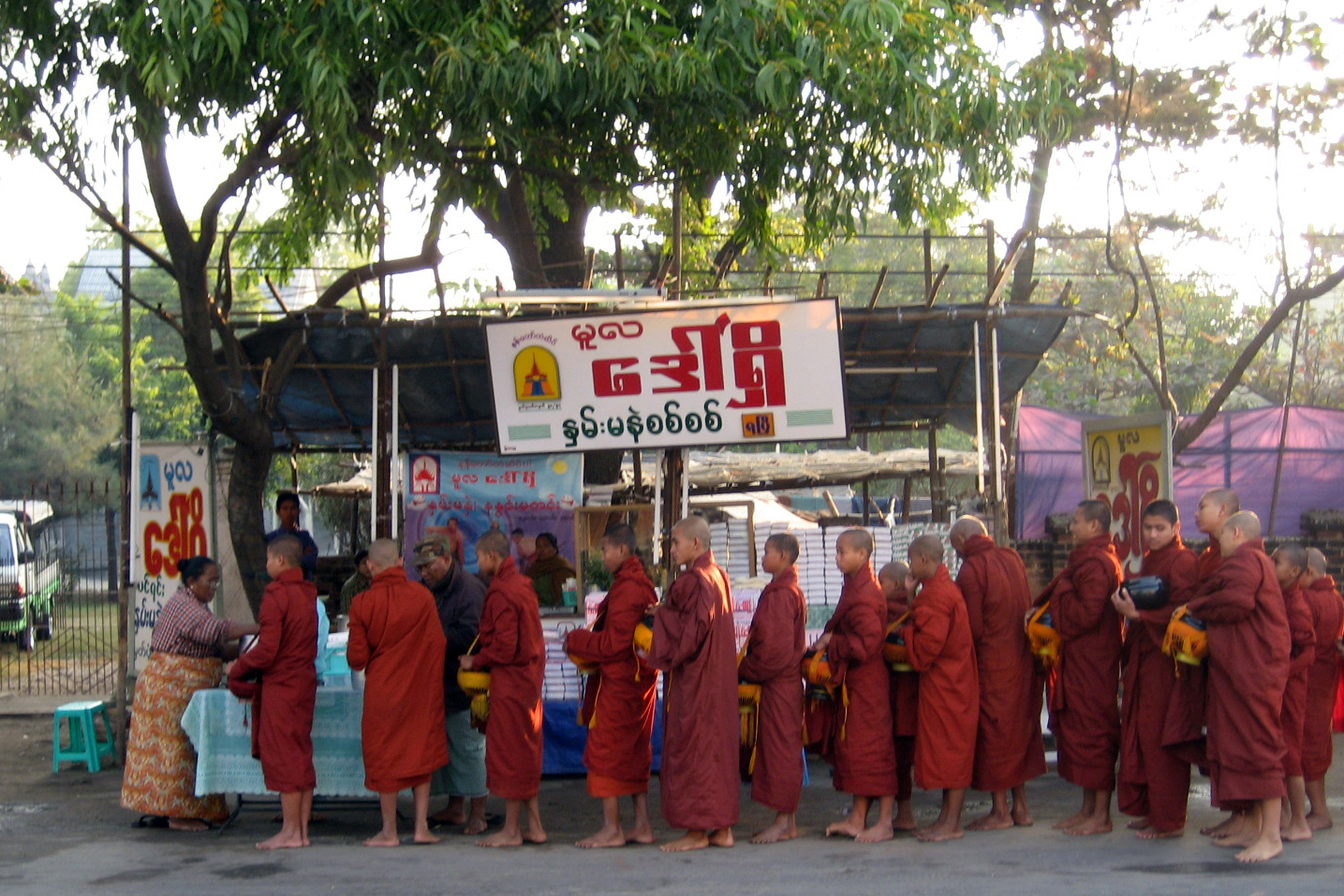
曼德勒僧侶托缽接受食物供養

## 宗教关系與政教關係

### 与周邊東南亞佛教國家關係
從古至今，東南亞、南亞佛教國家間的佛教交流頻繁，互有傳承，並且常以佛教為紐帶聯結外交和政治關係。作為南傳上座部佛教的三個中心國度，緬甸、泰國和斯里蘭卡向來關係密切。緬甸在歷史上經常从斯里蘭卡延僧求法，國內的重要派別和傳承都離不開斯里蘭卡的影響。斯里蘭卡也在佛教衰弱之時，向緬甸請法，紹續佛種。
11世紀以後，由於信奉印度教的注輦人的入侵，斯里蘭卡的佛教受到重大打擊。至维阇耶跋护一世王（1055—1113年在位）擊敗注輦人後，向蒲甘王朝延請上座部長老到斯里蘭卡重建僧團。16世紀以來，西方殖民者入侵斯里蘭卡，破壞佛教，斯國维摩罗达磨苏里耶二世王先後两次延请缅甸上座部长老前来传教護法。1799年，達摩覺提創建了斯里蘭卡的緬甸派；19世紀，斯里蘭卡僧人从下緬甸帶去羅曼那派。兩國獨立後，佛教往來和外交關係更加密切。1950年前後，兩國互贈佛陀或佛世高僧的舍利子。

### 与「罗兴亚」穆斯林的衝突
在若開邦，佛教信仰佔絕對優勢，但同時擁有著豐富的穆斯林移民史。盡管如此，在英國人到來之前兩敎關係相對融洽。然而，英國統治時期殖民者引入了大量孟加拉族穆斯林進行墾殖，後稱為羅興孟加拉族，導致若開地區千年來的人口結構發生改變，兩敎間衝突愈發明顯。二戰時期，僅在一個邊境小城孟都，羅興亞人就殺死了三萬多名手無寸鐵的佛教徒，並且在緬甸獨立後拒不歸還土地，結怨之後，與佛教社區經常發生群體衝突，部分人甚至進行恐怖主義活動和分裂活動。
從20世紀70年代開始，羅興亞穆斯林武裝經常屠殺佛教徒平民，搶佔土地。80年代年至今，忍無可忍的緬甸政府對羅興亞人開始態度強硬，當地佛教徒也以武力回擊，時有發生雙方死傷慘重之事件，例如2012年羅興亞人姦殺若開邦佛教社區年輕平民女人，引發了暴動事件。在緬甸、泰國、斯里蘭卡，反感穆斯林的佛教徒甚至成立了民族主義組織，斯里蘭卡有「佛教力量」，泰國有“認識佛陀基金”，緬甸則有以強硬派僧侶阿欣威拉杜（Ashin Wirathu）爲領袖的“969運動”組織。西方媒體稱他們爲“迫害伊斯蘭教”的“佛教恐怖主義”。

## 佛教藝術

### 佛教建築
緬甸的建築藝術從相當早以前就已經受到印度文化的影響，具有印度教和佛教藝術特征。緬甸作為佛教古國，境內有非常多的佛教建築古跡，隨處可見佛寺、佛塔，且通常規模宏大。光是蒲甘地區，因蒲甘王朝對佛教的推崇至極，建設的佛寺（塔寺与僧庠）、佛塔（Okell拼音：s̱eiṯi）數量極多，被譽為“萬塔之城”，當地有句俗話：“车轴吱吱叫不停，蒲甘佛塔多如林”。據1973年的考古統計，蒲甘的寺塔古建築，多達2217座。蒲甘古城也因此与柬埔寨的吴哥窟、印度尼西亚的婆罗浮屠并称为亚洲三大佛教遗迹。
緬甸最出名的佛教建築有蒲甘王朝時期的他冰瑜塔寺、瑞喜宮塔寺（Hyweis̱ìh͟kouñ hpăyà）、阿难陀寺（塔寺），及勃固王朝時期的仰光大金塔。蒲甘王朝的佛塔基座多為方形，而勃固王朝則以八邊塔基爲常見，且塔身变小，从塔基到塔尖的轮廓向内弯曲，形成特异的优美长弧，譬如通體金碧輝煌的仰光大金塔；其金傘（htì）結構有5448粒鑽石及2317粒紅寶石，在塔的尖端則有一顆被稱為“金剛芽”（စိန်ဖူး seiñh͟pù）、重76卡拉的巨鑽，在塔的周圍懸挂著1065個金鈴和420個銀鈴。
缅甸塔寺（Okell拼音：hpăyà）拥有各式豐富的形態，可以由一座塔或多座塔共同構成。其中păhtoù擁有方形的底座，如同金剛寶座式塔。

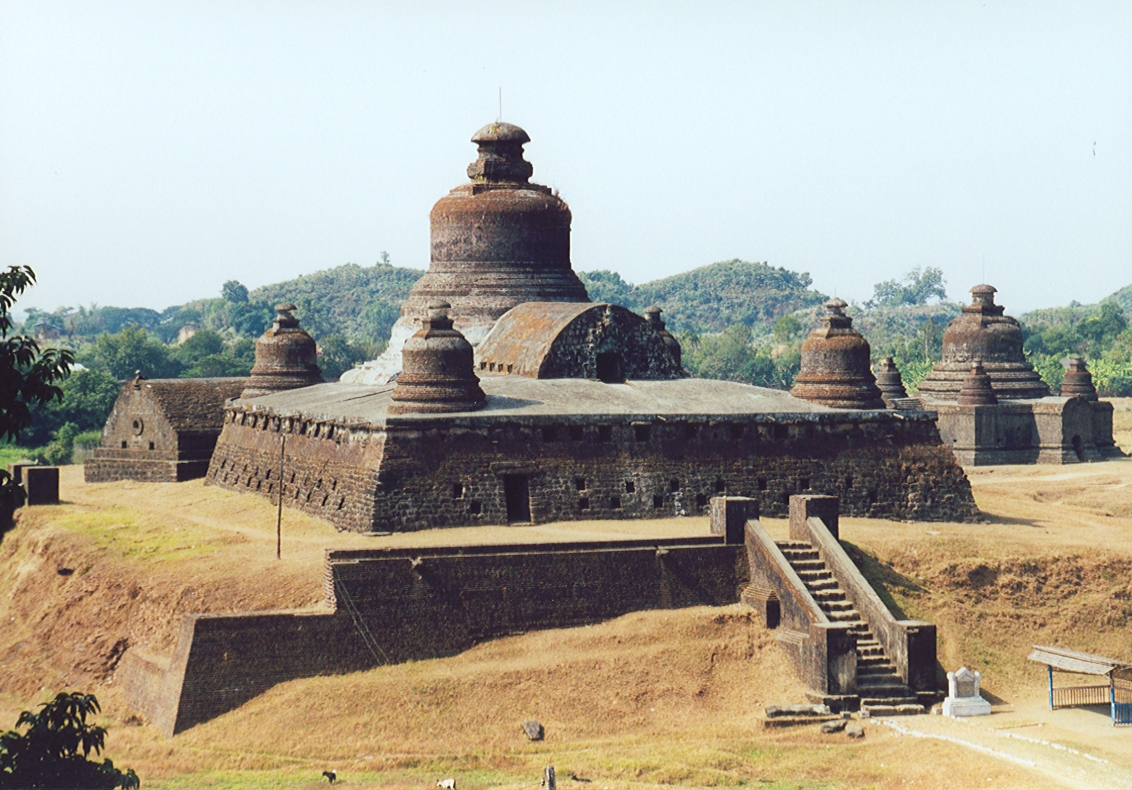
秃干䃸塔寺屬於păhtoù
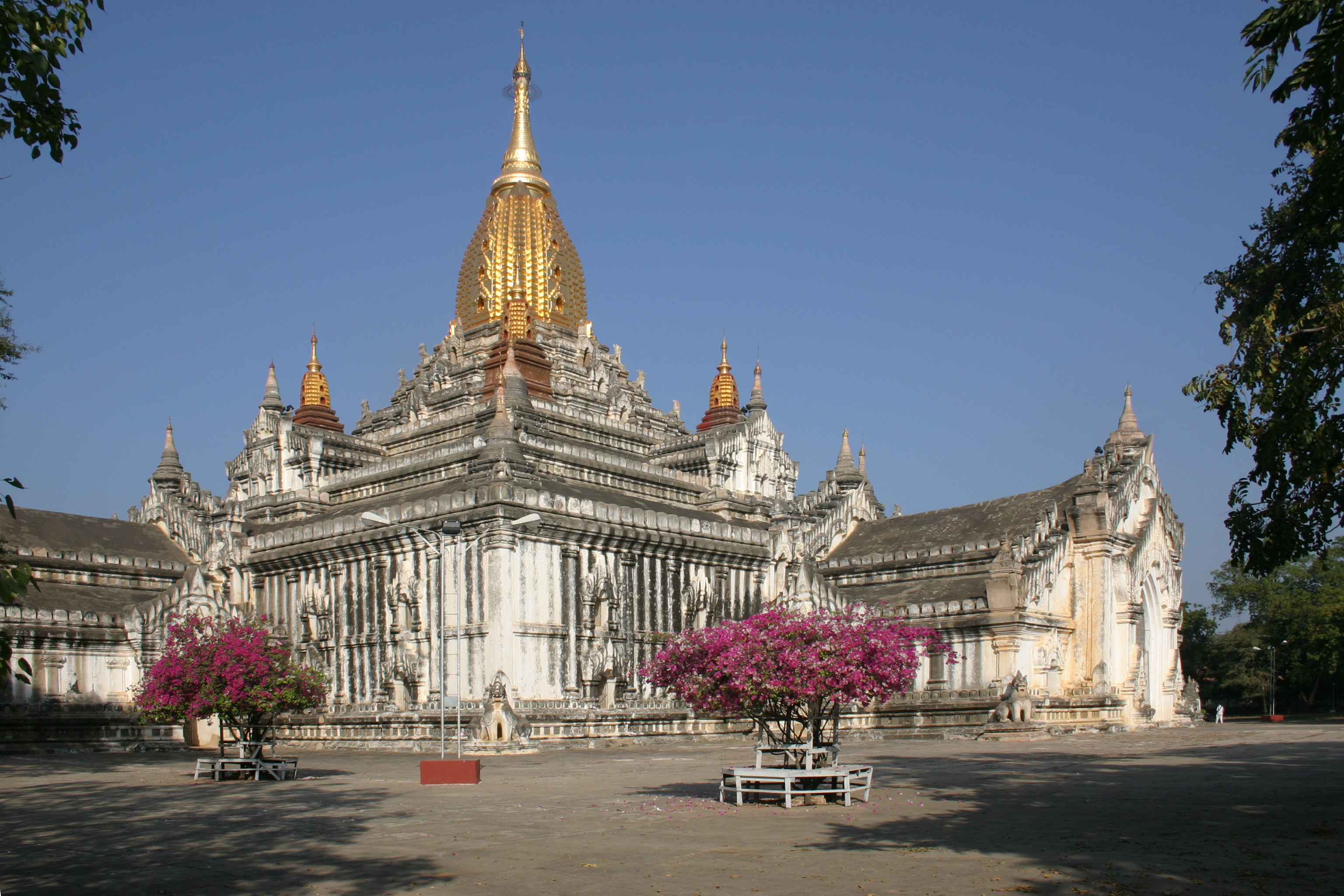
阿難陀塔寺屬於păhtoù
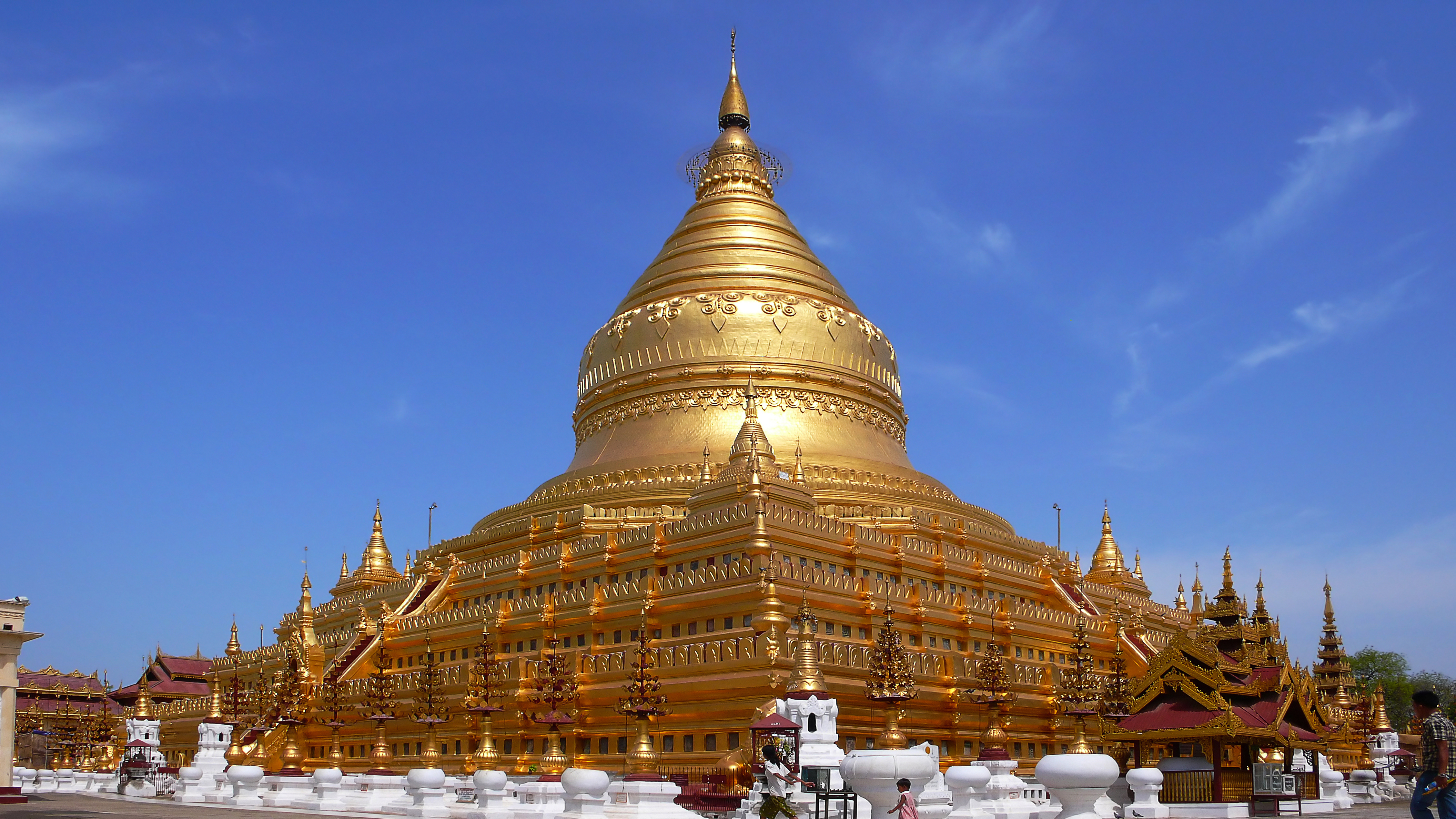
瑞喜宮塔寺
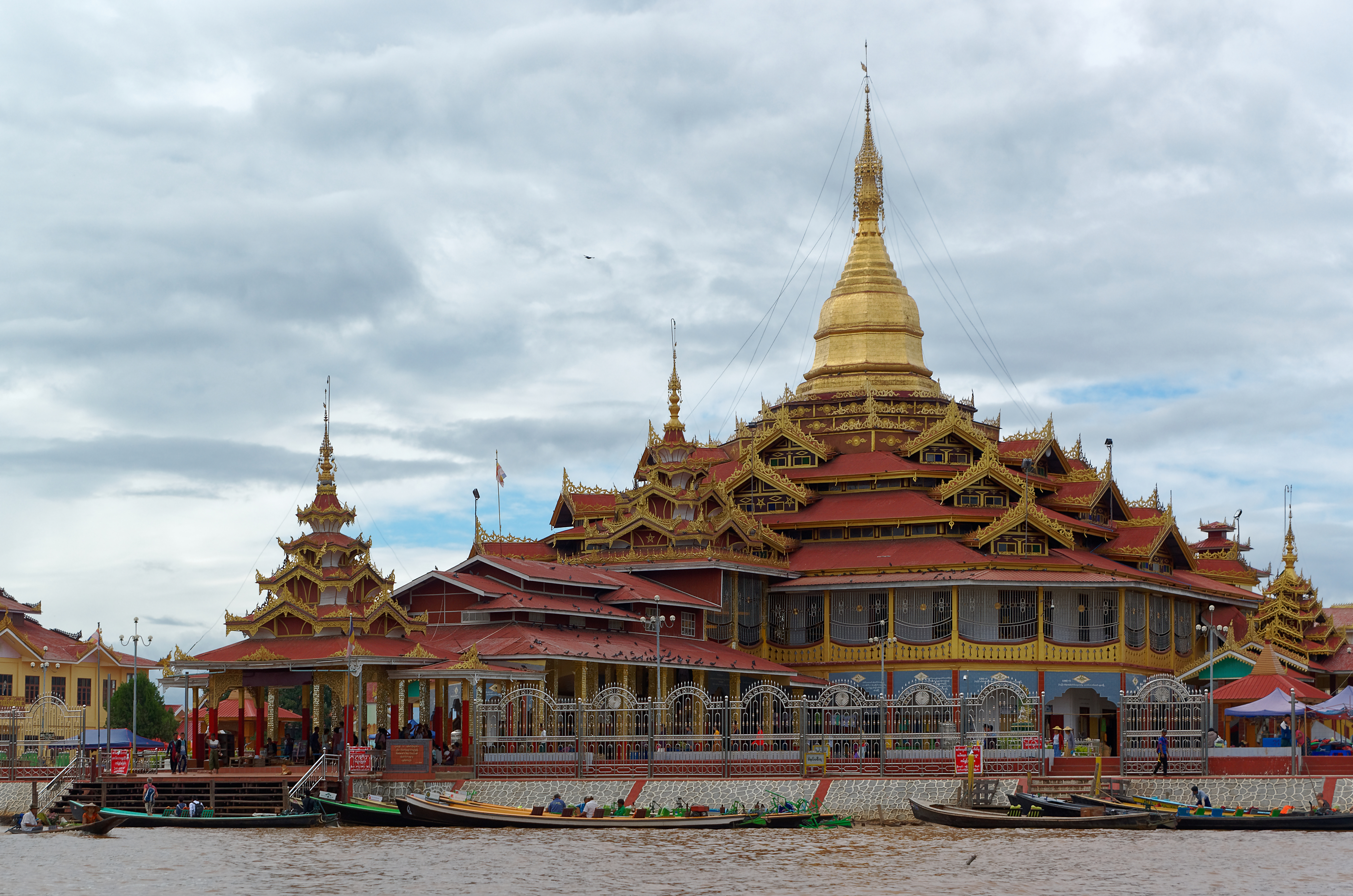
Hpauñṯo'ù塔寺
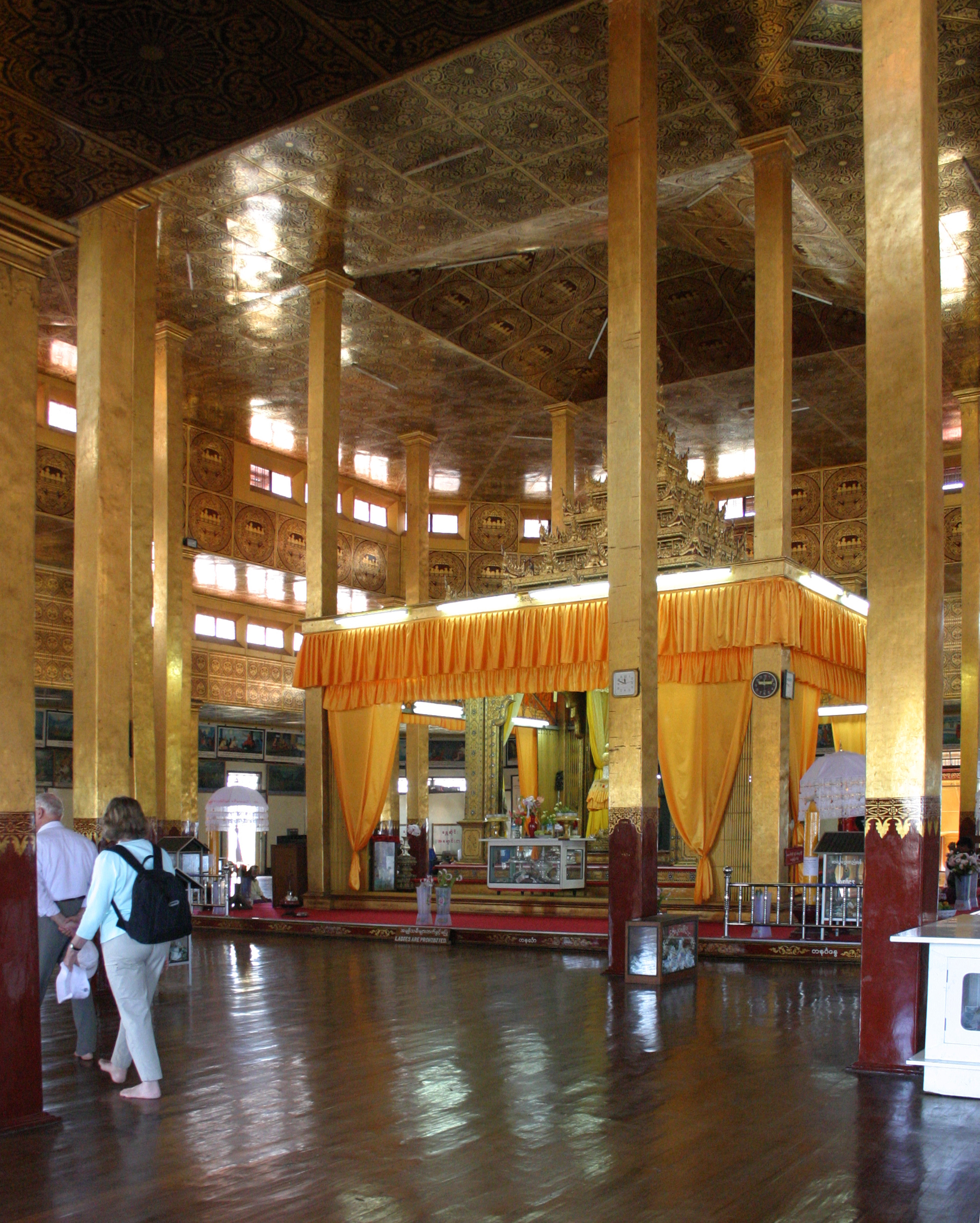
Hpauñṯo'ù塔寺内部
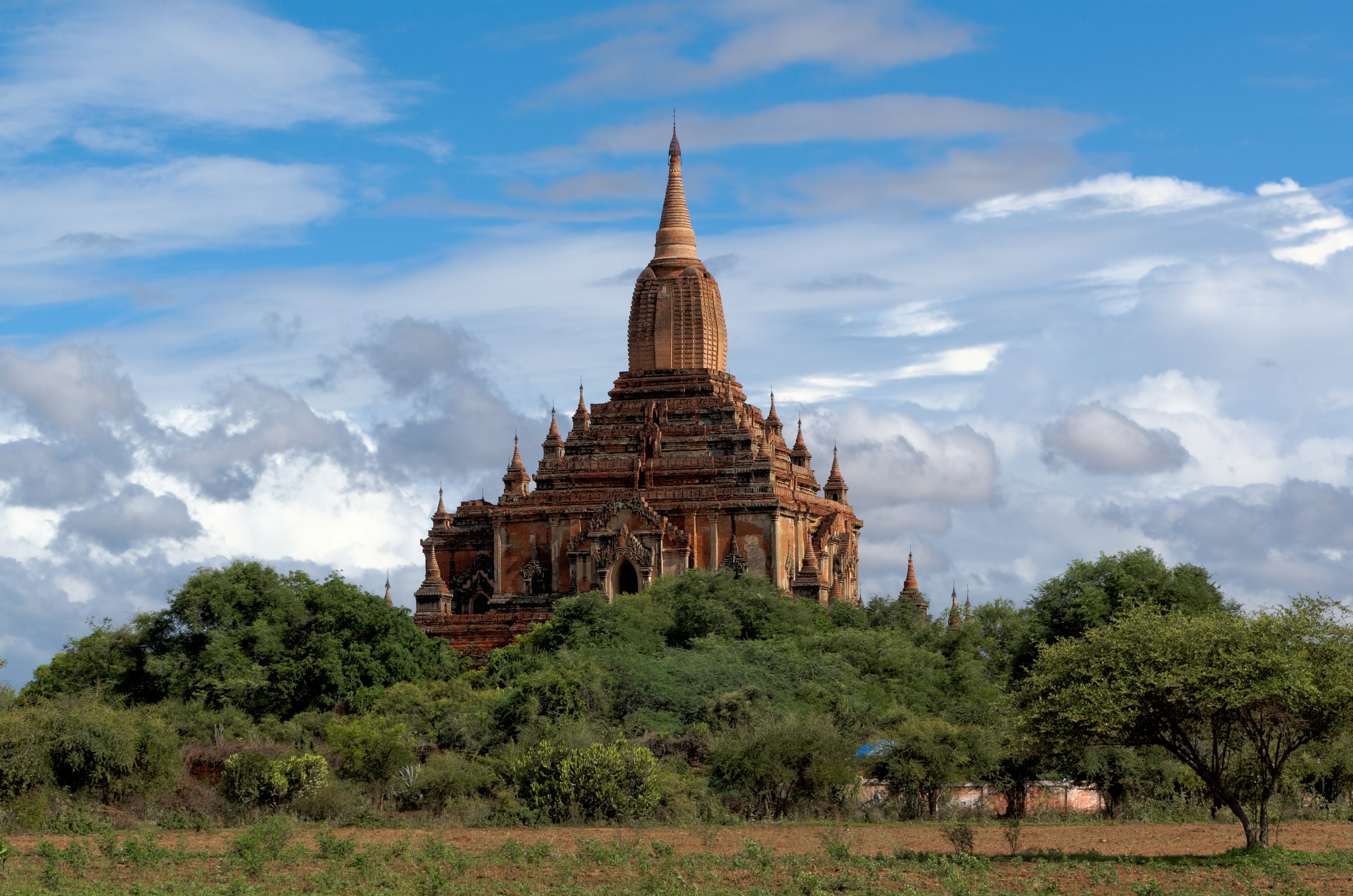
Sulamăní塔寺

### 造像藝術

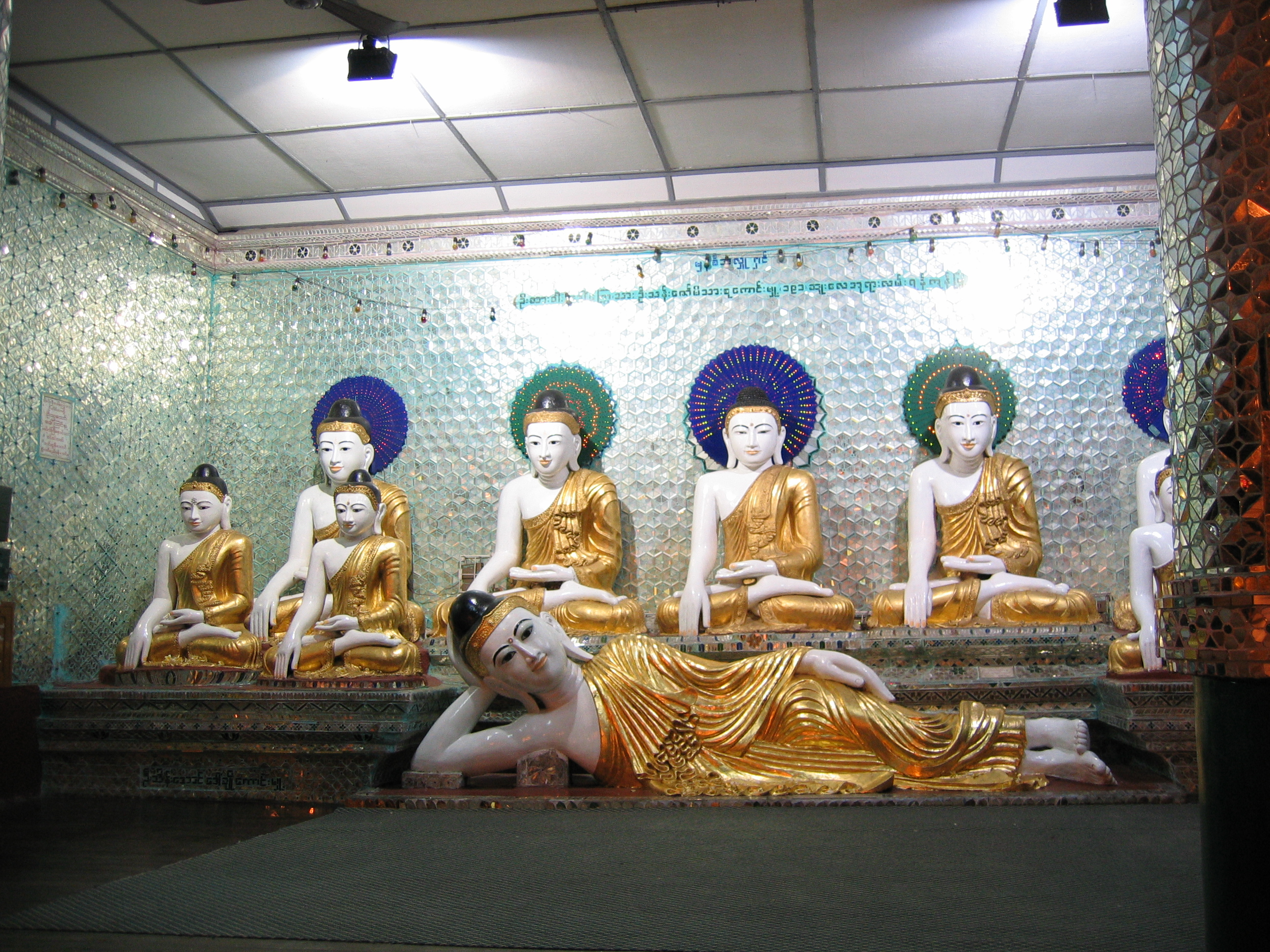
仰光大金塔裡的玉佛像

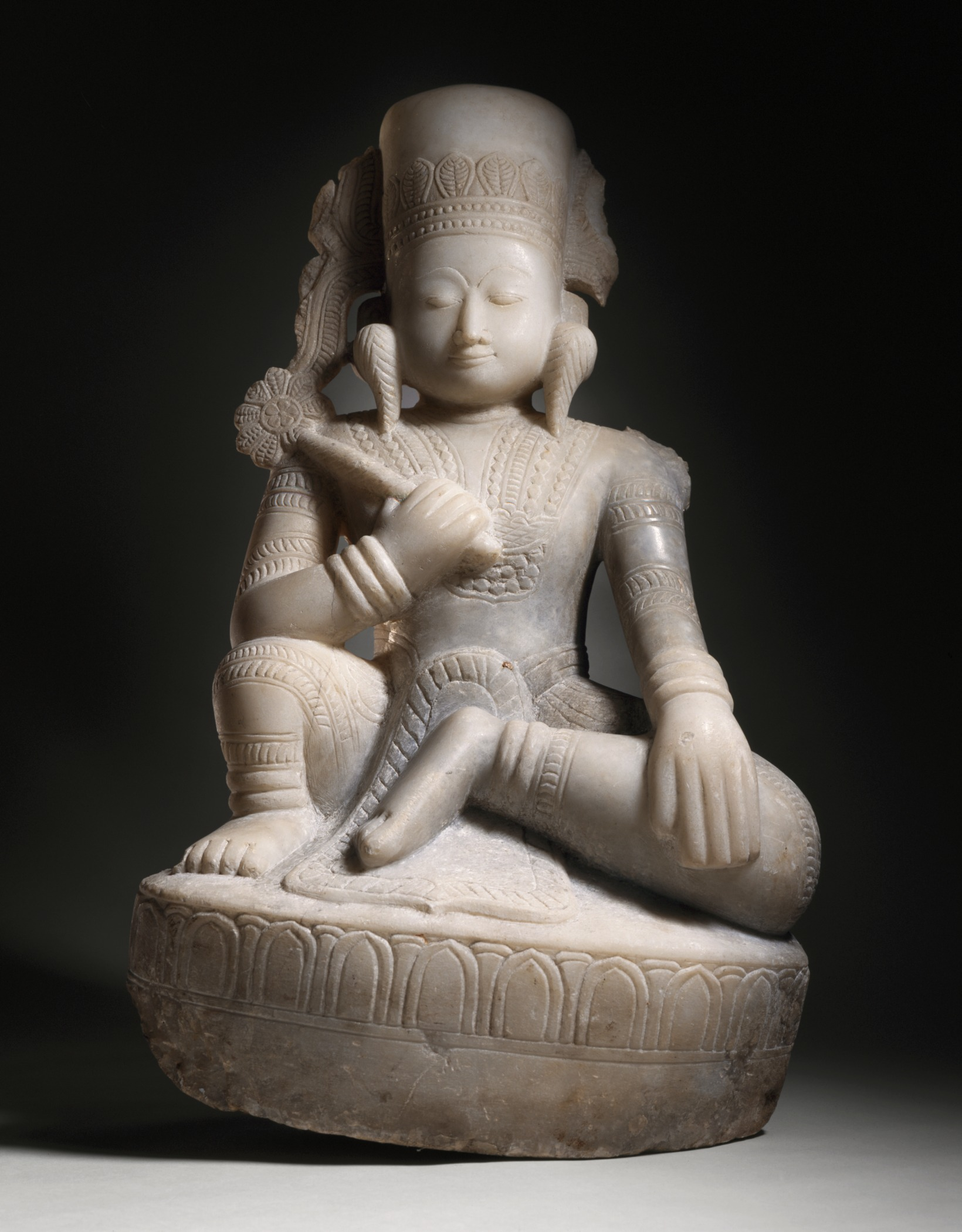
18世纪的聖觀音雕像

緬甸佛像以玉石雕刻佛像爲最常見，體態飽滿、圓潤。
緬甸早期的佛教造像藝術受到印度教影響較多，形式簡單，接近印度笈多王朝萨尔纳特样式，集中分佈在室利差咀罗。10世紀以後，蒲甘地區的佛像藝術和壁畫藝術較有代表性，題材豐富，特別是本生故事是和佛世傳說很常見，受大乘佛教影響，菩薩造像增多；這一時期的造像形成了“面短而圓”的風格，精美程度得到提升。14世紀以後，緬甸的南部、中部、北部都有大量佛像，題材主要是單尊造像和本生故事，各種紋路裝飾較多，裝飾性明顯。

## 外部連結
- 谷歌藝術文化上的緬甸佛教（12至21世紀） （页面存档备份，存于）展覽